# Miramon-Zorroaga
Miramón-Zorroaga is een van de 17 districten van de Spaanse stad San Sebastian. In het noorden grenst het aan de districten Aiete, Amara Berri en Loiola, in het oosten aan het district Martutene, in het zuiden aan de gemeente Hernani en in het westen aan het district Añorga. In 2020 had het district 2.269 inwoners.
Dit district is in volle ontwikkeling. Er vindt woningbouw plaats in een duurdere prijsklasse, en verder bevinden er zich meerdere instellingen, zoals het ziekenhuis van San Sebastian, het oncologisch centrum, de lokale kantoren van EiTB, de Baskische televisie, het Symfonisch orkest van het Baskenland en de Donostia Arena 2006, een sportpaleis.
Aiete · Altza · Amara Berri · Antiguo · Ategorrieta-Ulia · Añorga · Centro · Egia · Gros · Ibaeta · Igeldo · Intxaurrondo · Loiola · Martutene · Miracruz-Bidebieta · Miramon-Zorroaga · Zubieta